# 桃園景福宮
24°59′42″N 121°18′39″E / 24.995114°N 121.310763°E
桃園景福宮，俗稱桃園大廟，是位於臺灣桃園市桃園區中和里的開漳聖王廟，乃桃園十五街庄的信仰中心，列直轄市定古蹟，是桃園區區徽的一部分。

## 歷史沿革

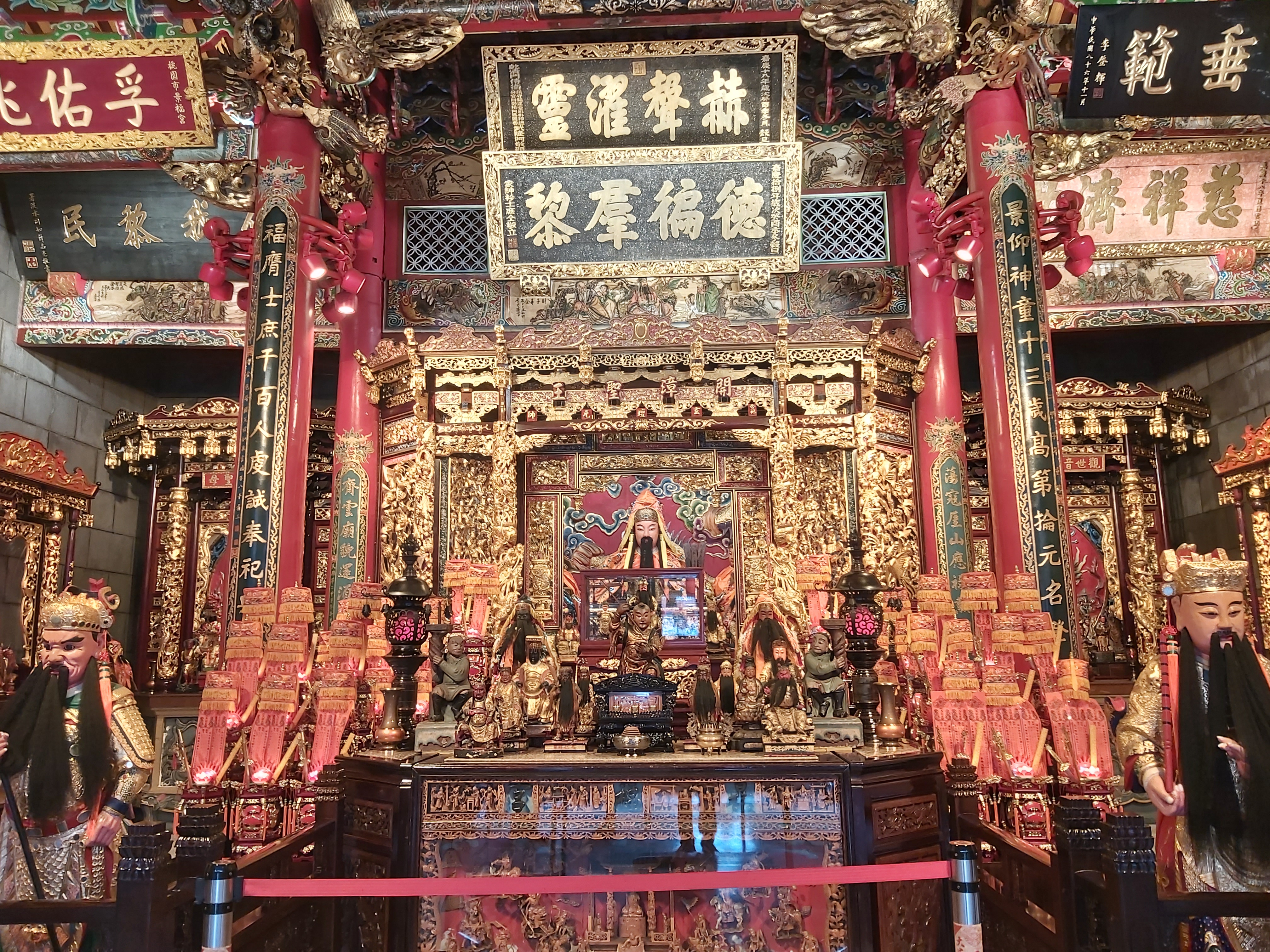
正殿開漳聖王神龕

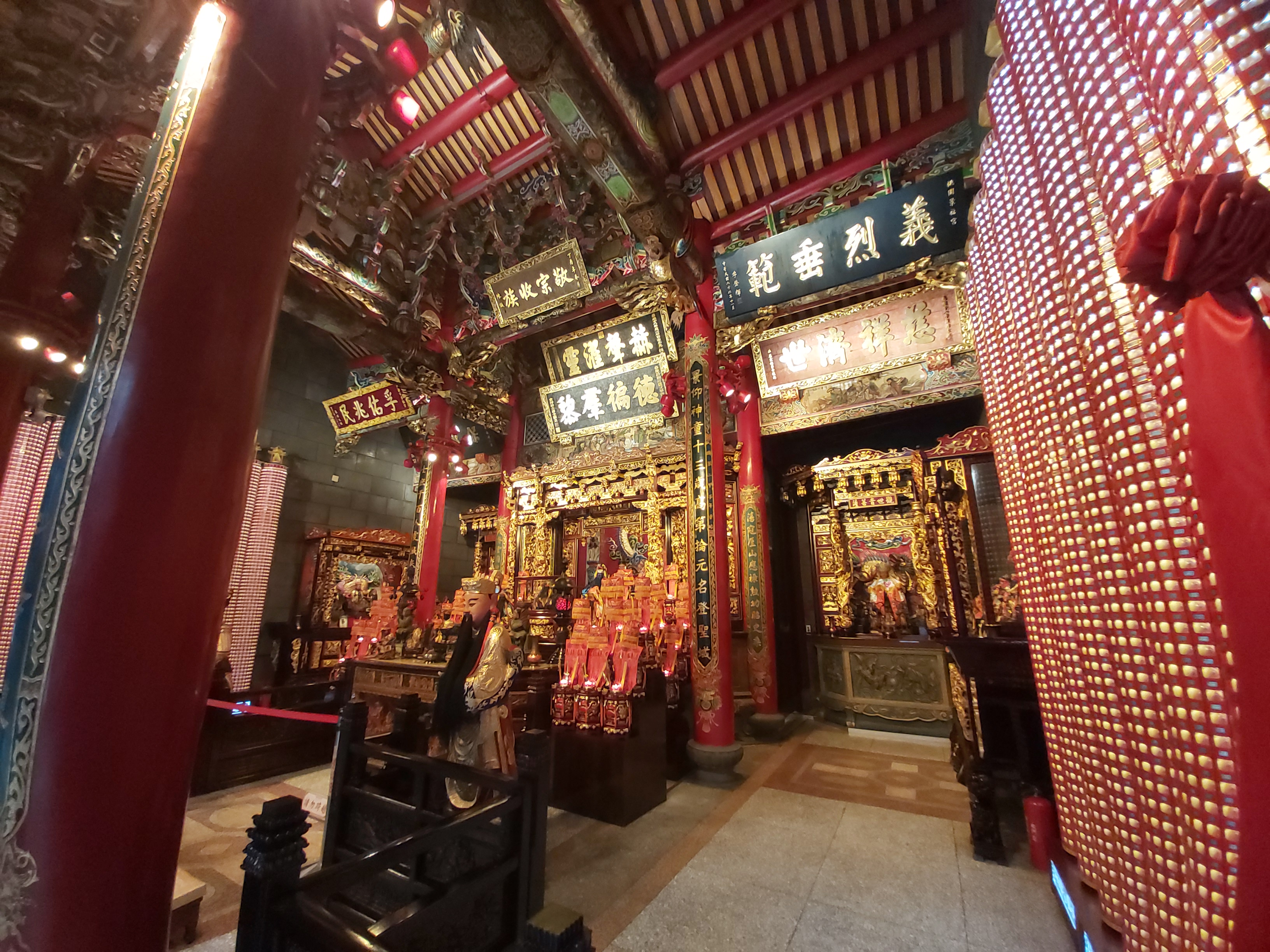
正殿雕樑與歷代贈匾

清治時期桃仔園時常有瘟疫流行，墾首薛啟隆捐田產二十甲餘倡議建廟，擇定現址興建，名為「景福宮」。為乾隆十年（1745年）草創，一說主神從大溪仁和宮分靈，但被稱為「桃園大廟」的景福宮否認，據最早迎奉神像之陳氏後裔所傳述暨前任管理者之記載係由陳氏來臺先祖迎自漳浦。嘉慶十四年（1809年）興築桃園城後，十五庄漳州人再合建景福宮。自嘉慶十六年（1811年）興建完成後，歷經多次改建。咸豐七年（1857年），桃仔園旱災，淡水同知恩煜來此廟設壇求雨，雨水降臨，廟名遠播。
1923年因市區改正、劃設計畫道路，進行改建，為陳應彬設計監造，匠師陳己元施作正殿、吳海桐施作前殿。1947年，居民經桃園縣政府同意，利用此廟廟埕蓋屋作生意，有四十一戶違建，後引發拆除還地的爭議。1961年及1985年均進行部份整修，今建物座落在桃園區中心的中正路與中山路及博愛路等所圍成的交叉圓環上，與桃園車站遙遙相對。廟址是中正路208號，屬中和里。

## 文化資產

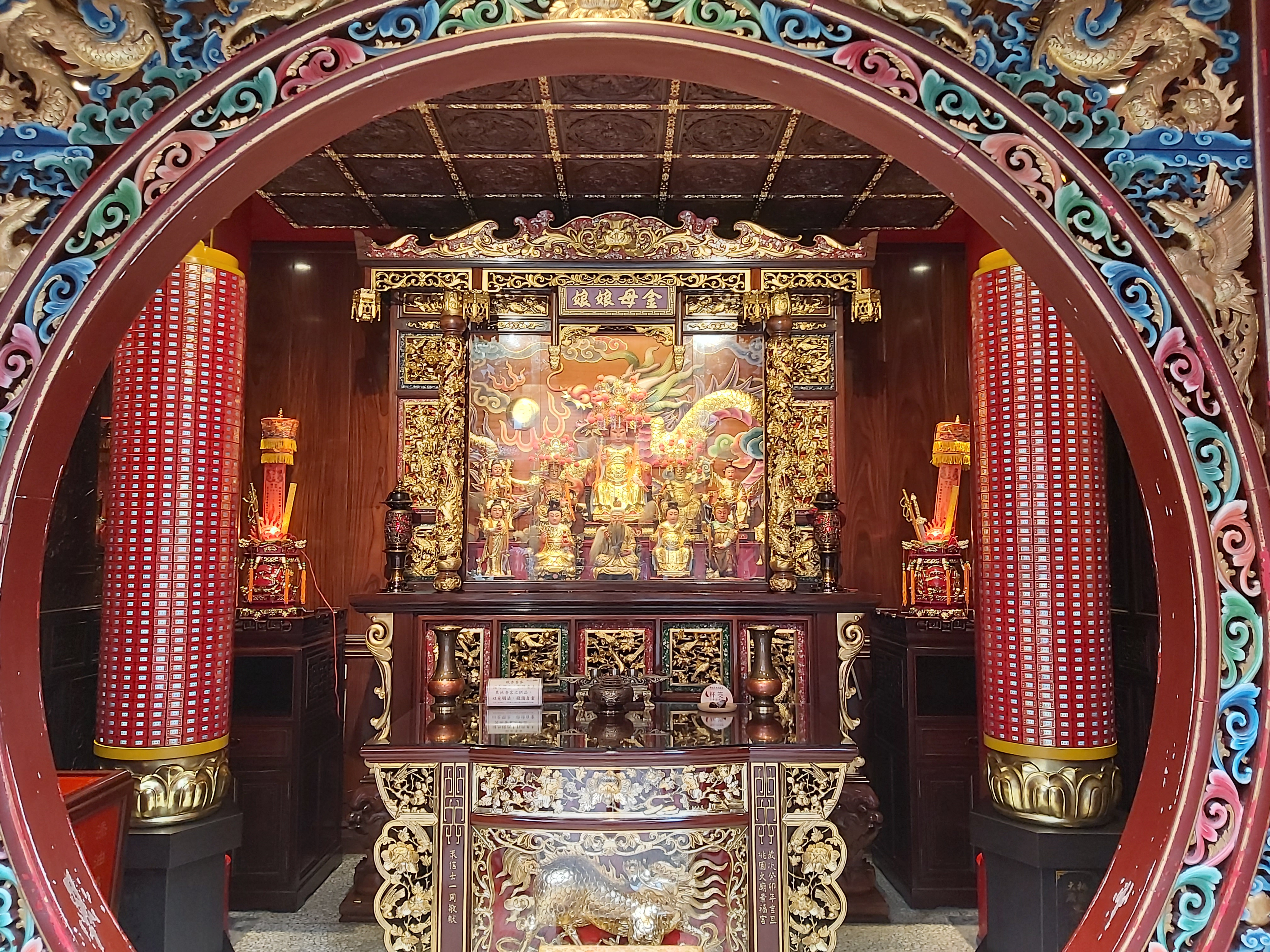
東廳

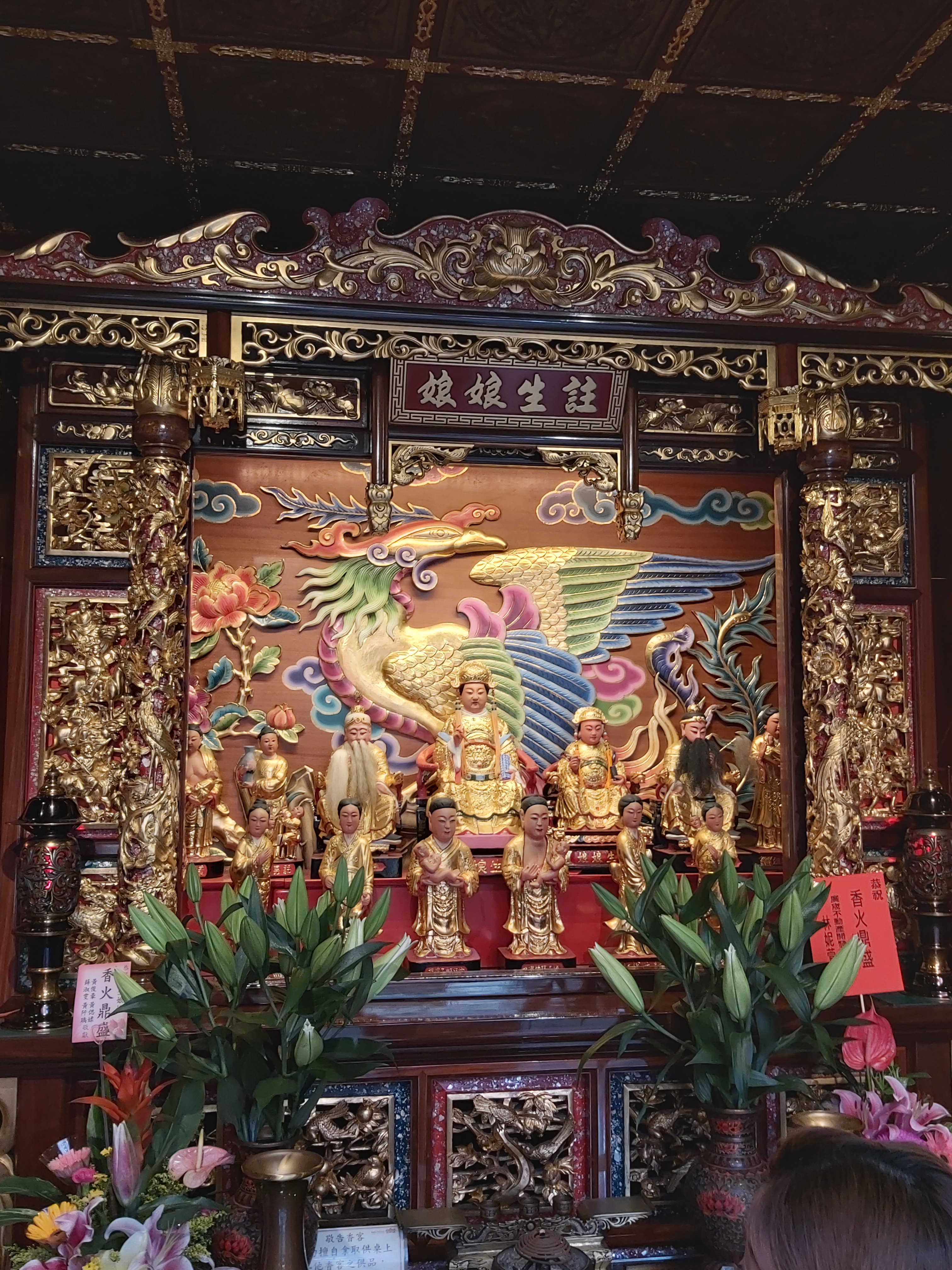
西廳

1985年獲中華民國內政部核定為三級古蹟。在朱立倫任桃園縣長時，原先桃園捷運綠線規劃地下線經過廟宇下方，因廟方擔憂而改為線路至廟前就從西側以弧型繞過。

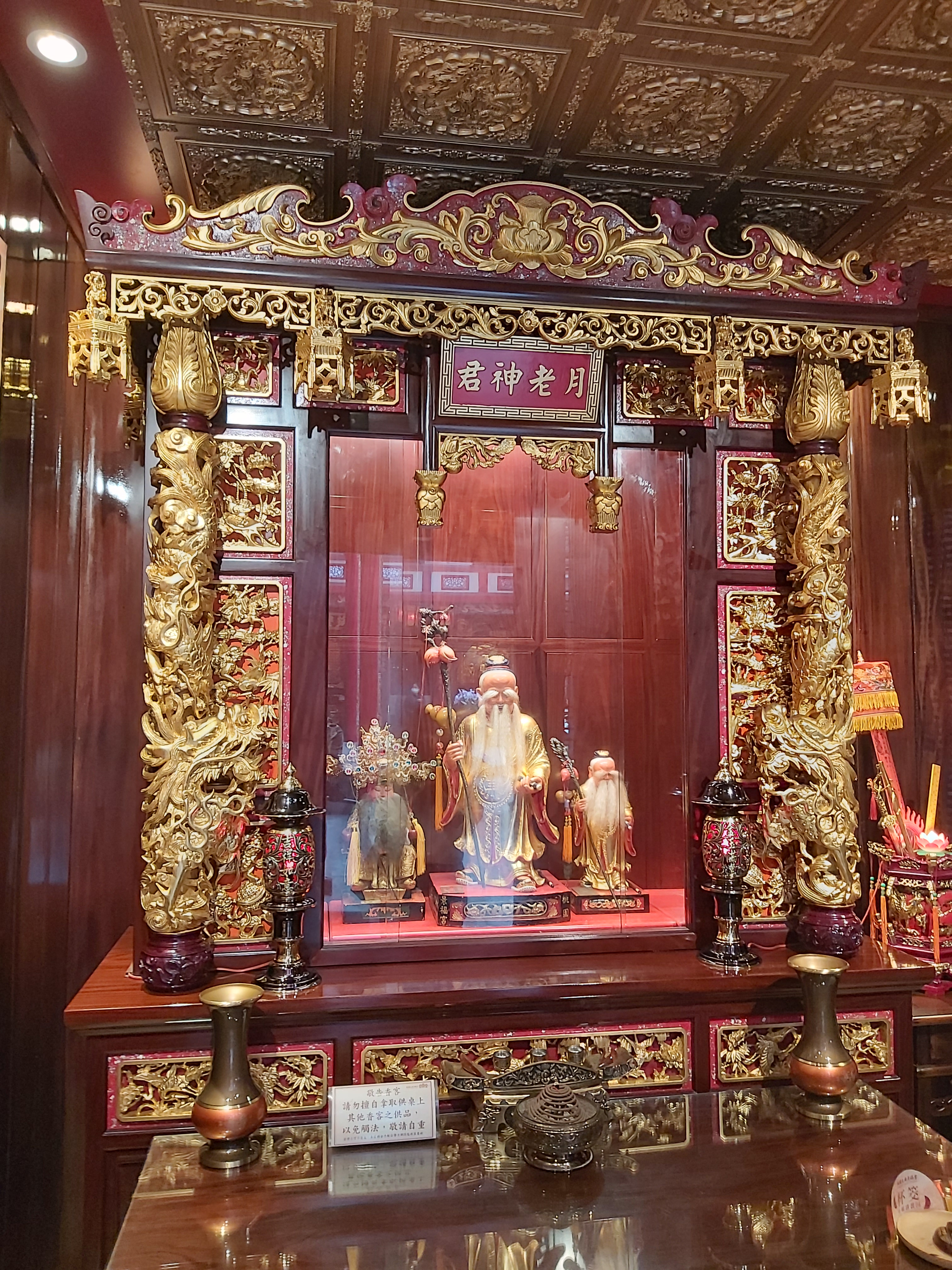
月老廳

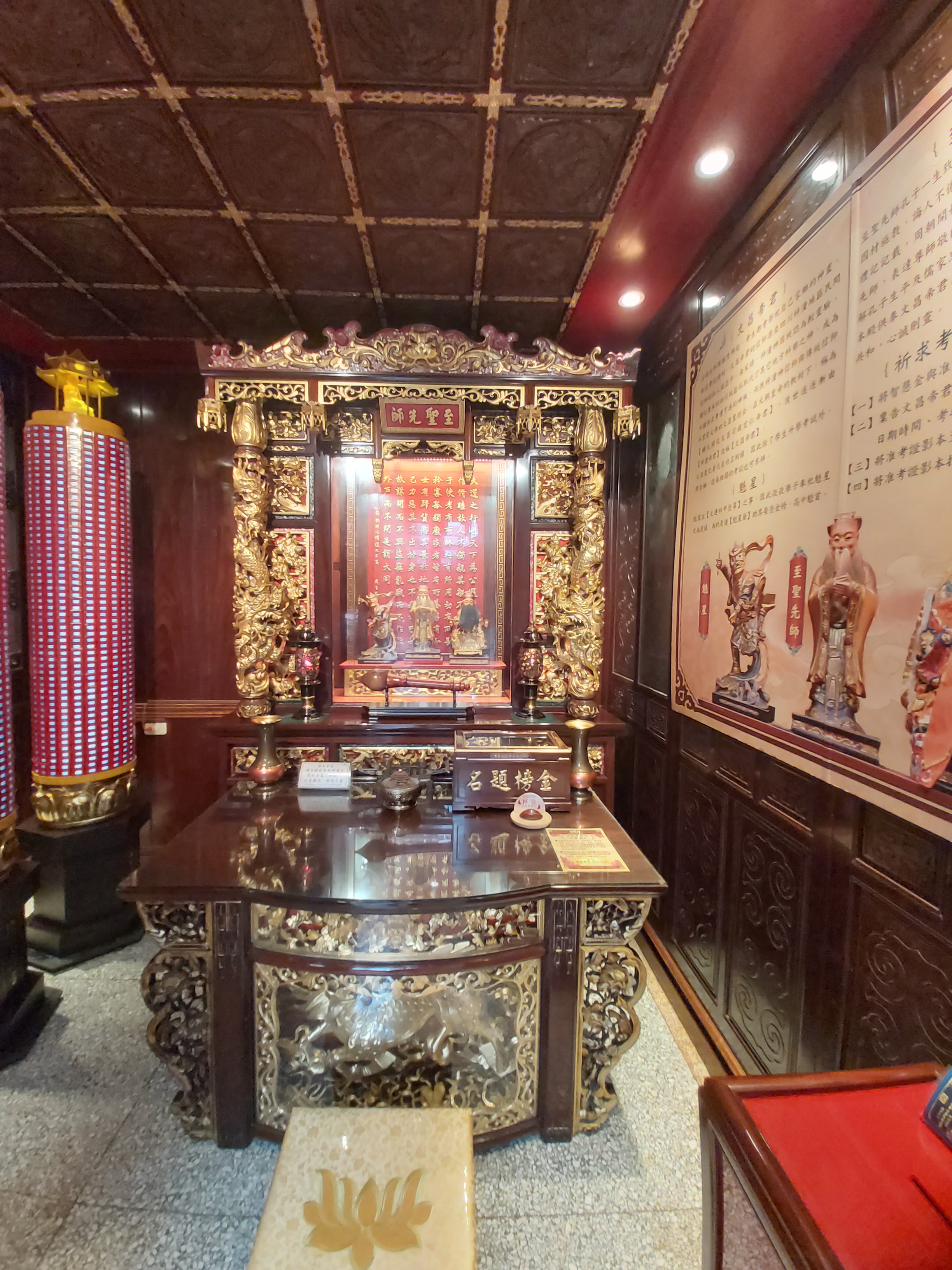
至聖廳

建築廟前空間寬廣，包括前殿、正殿屋頂形式均為假四垂。前殿、正殿為對場作。主體兩進，面寬九間，有嘉慶年間的匾額，正殿主祀開漳聖王，合祀南崁五福宮分靈玄壇元帥，兩側從祀觀音與媽祖。中央天井兩側的東、西廳奉祀金母娘娘與註生娘娘，太歲殿奉祀斗姥元君和太歲星君。

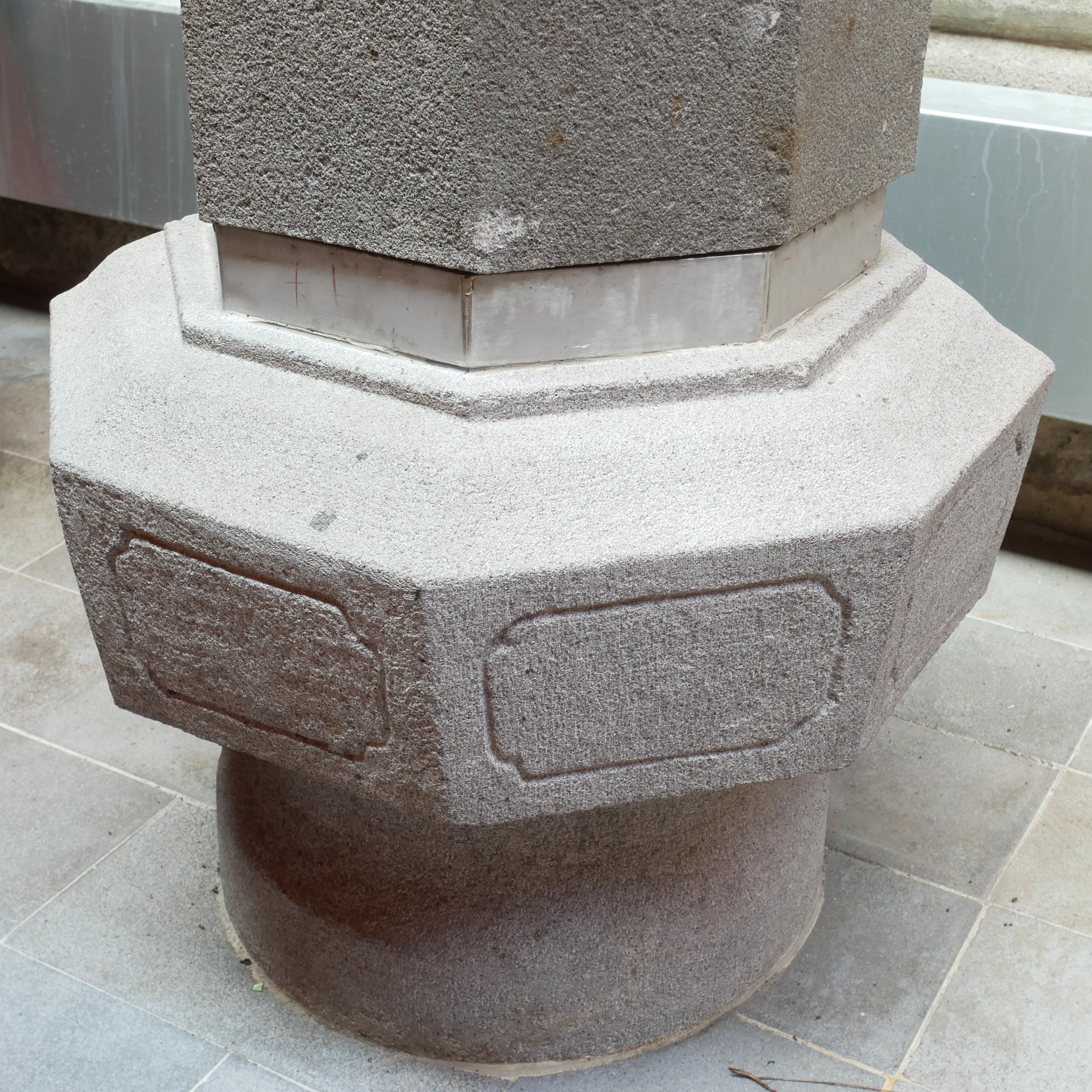
柱珠

## 祭祀活動
景福宮資深總務吳演興表示景福宮為桃園十五街庄的信仰中心。祭祀圈的十五街庄包含桃園街、大樹林庄、大檜溪庄、小檜溪庄、水頭庄、埔仔庄、北門埔仔庄、中路庄、茄苳溪庄、山仔頂庄、小大湳仔庄、大湳仔庄、新中福庄、新庄仔庄、大竹圍庄。其祭祀圈涵蓋桃園區全部，及龜山、八德、蘆竹部份地區。主要祭祀活動有農曆正月十七舉行遶境、二月十五日開漳聖王聖誕、三月十五日玄壇元帥聖誕、七月十五日豎燈篙、放水燈、普渡法會。
桃園十五街庄福德宮的土地公神像曾一度供奉在此廟內。

### 中元

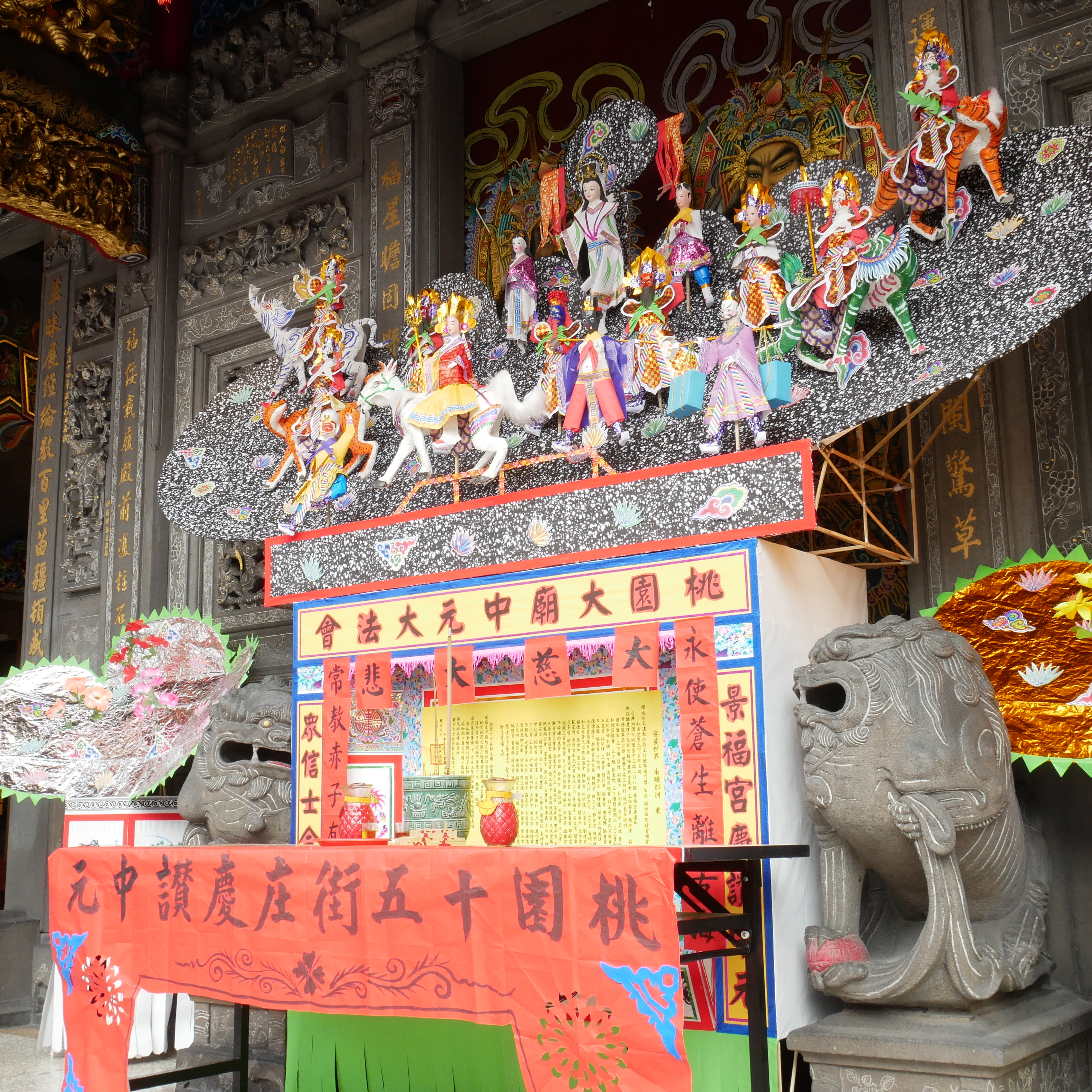
2022年中元大法會

農曆七月十二日清晨六點就進行豎燈篙，其水燈排會在南崁溪成功橋畔展示。廟方的鈞天社會將水排燈從一路推往景福宮，已告知水排燈告知鬼魂到景福宮普渡。
也會有各陣頭和藝閣車遶境祈福，聚集景福宮表演。

### 建醮
每隔十二年舉行祈安建醮、完醮祈福慶典，建醮到完醮則長達六年，在桃園區、八德區、蘆竹區都建立醮壇。流程包括預告上蒼、恭請境內外諸神佛、豎立燈篙、斗燈入壇、完醮起功、蓮花燈遊行、燃放水燈、發豬獻刃、齋天酬神、敬地府及普施、完醮謝壇。

#### 1961年盛事

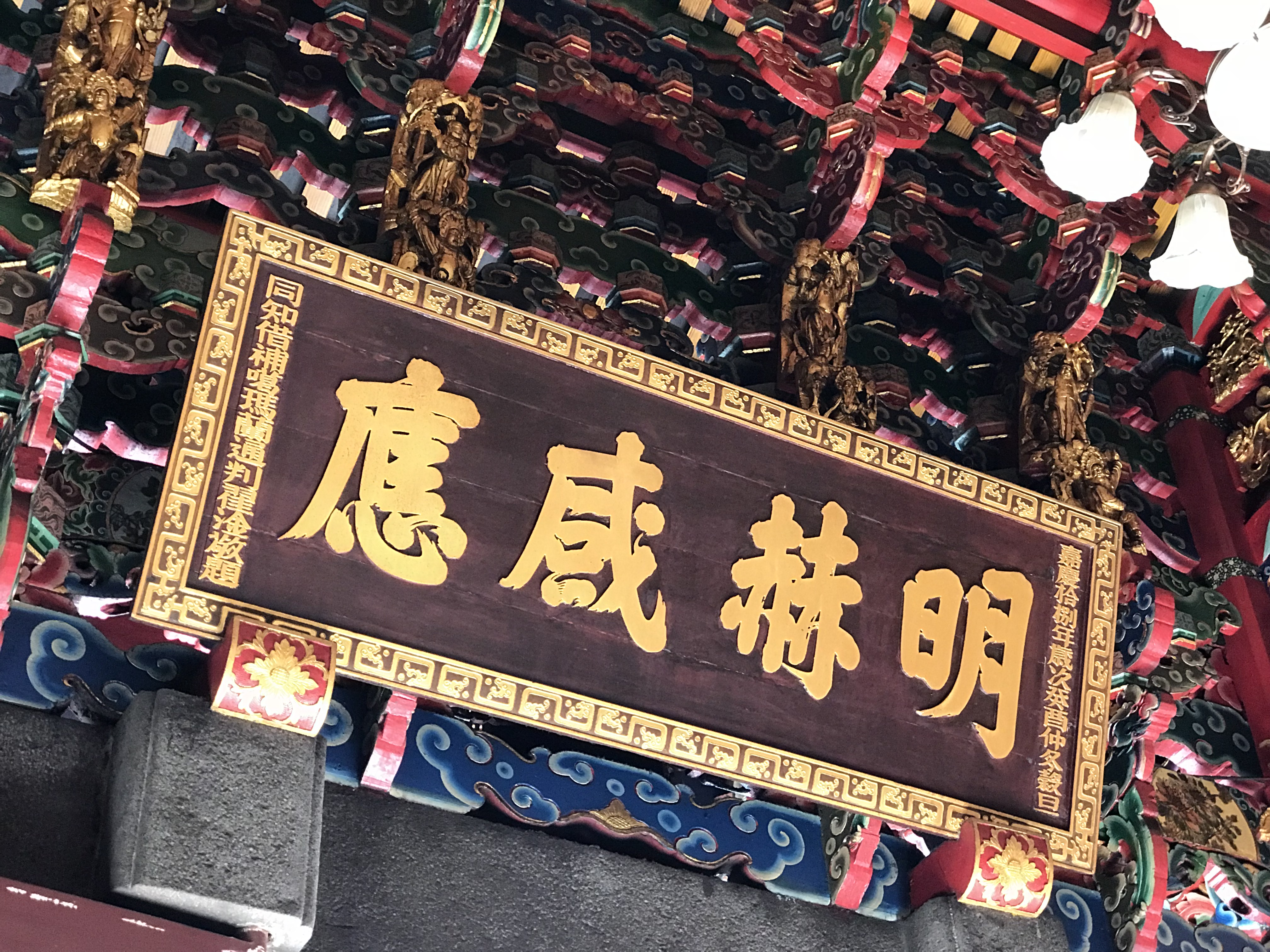
嘉慶十八年(1813年)，同知借補噶瑪蘭通判翟淦題贈的匾額「明赫感應」

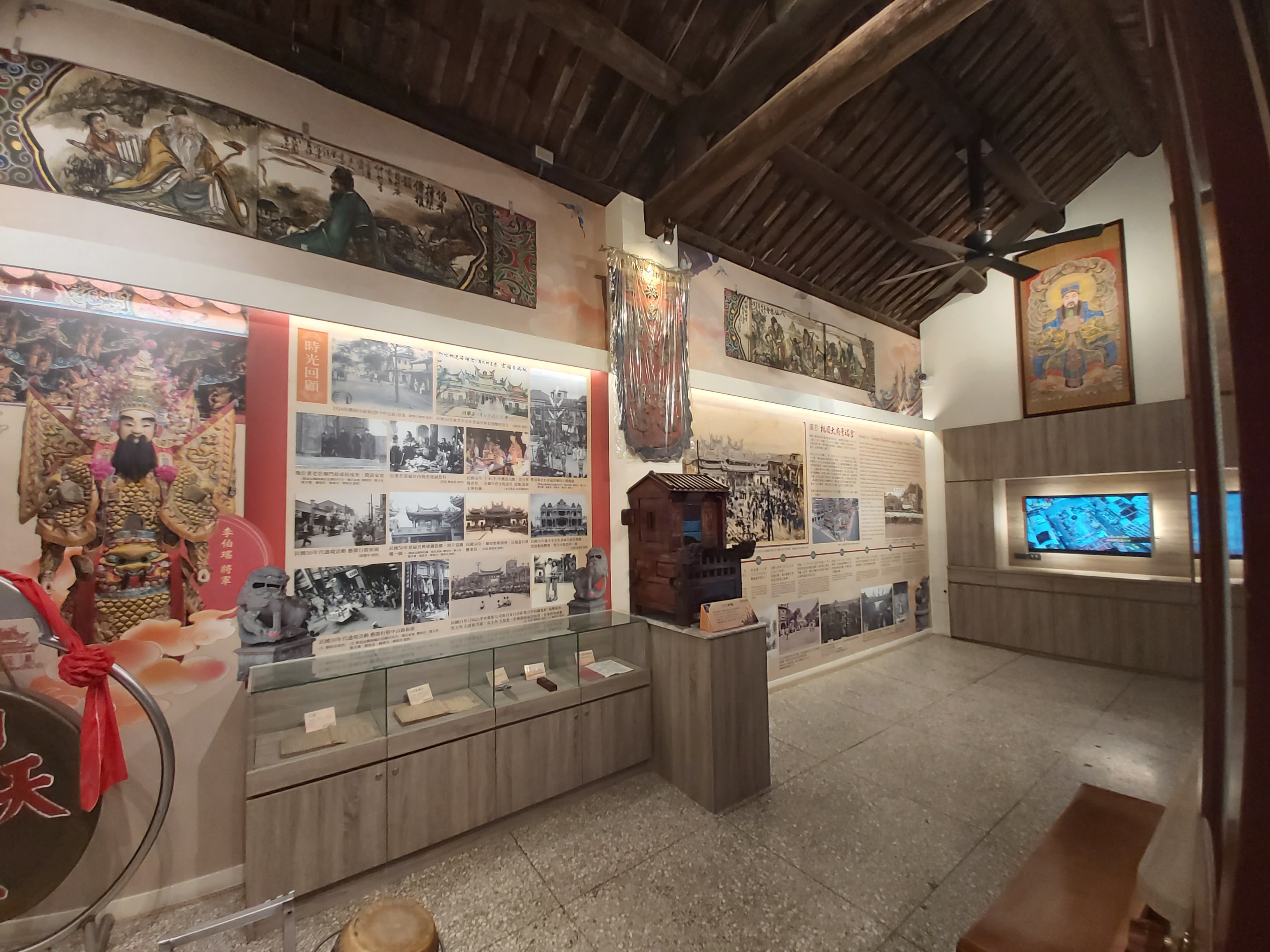
歷史文物陳列室

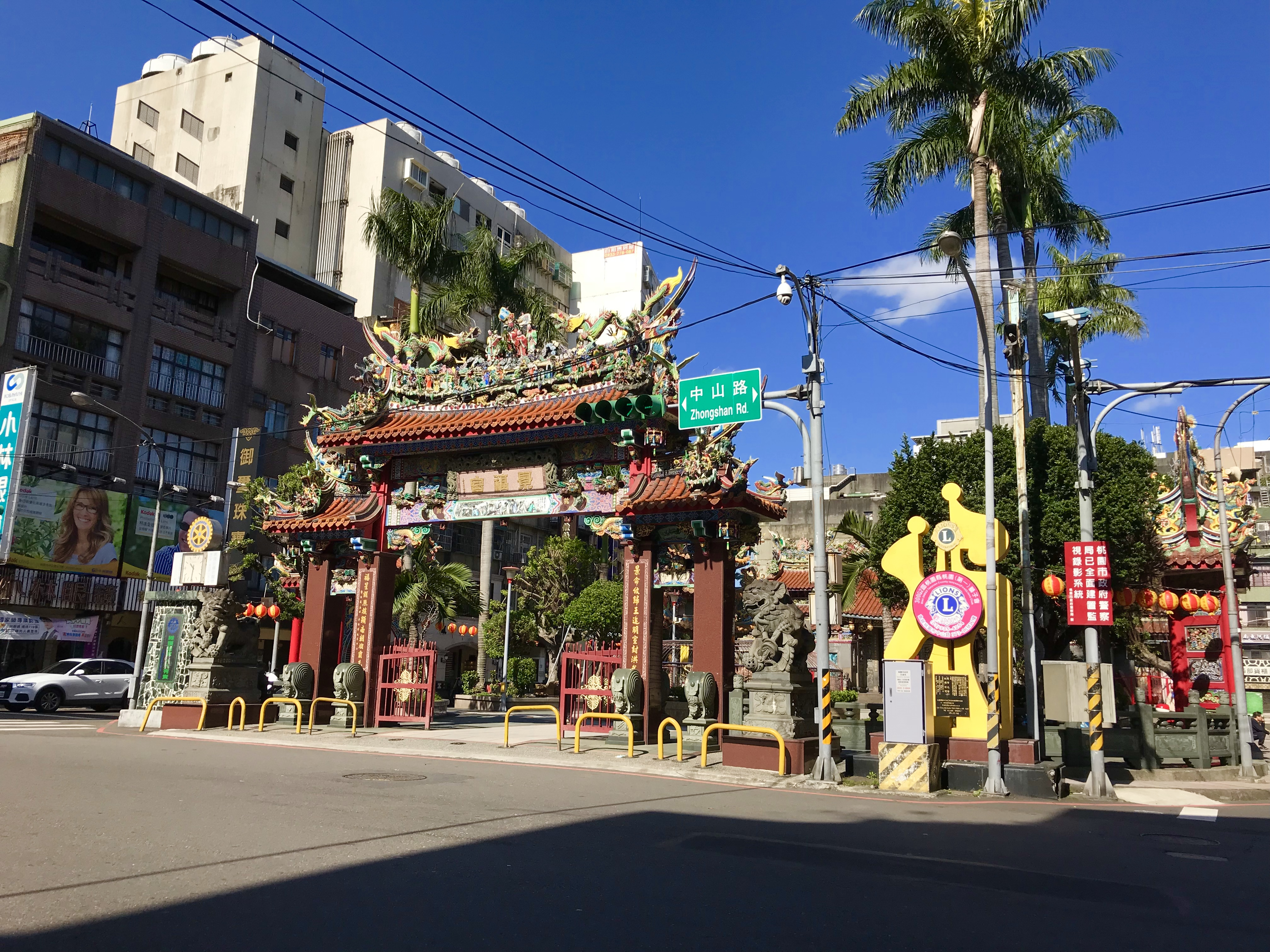
位在中正路中央的牌樓。

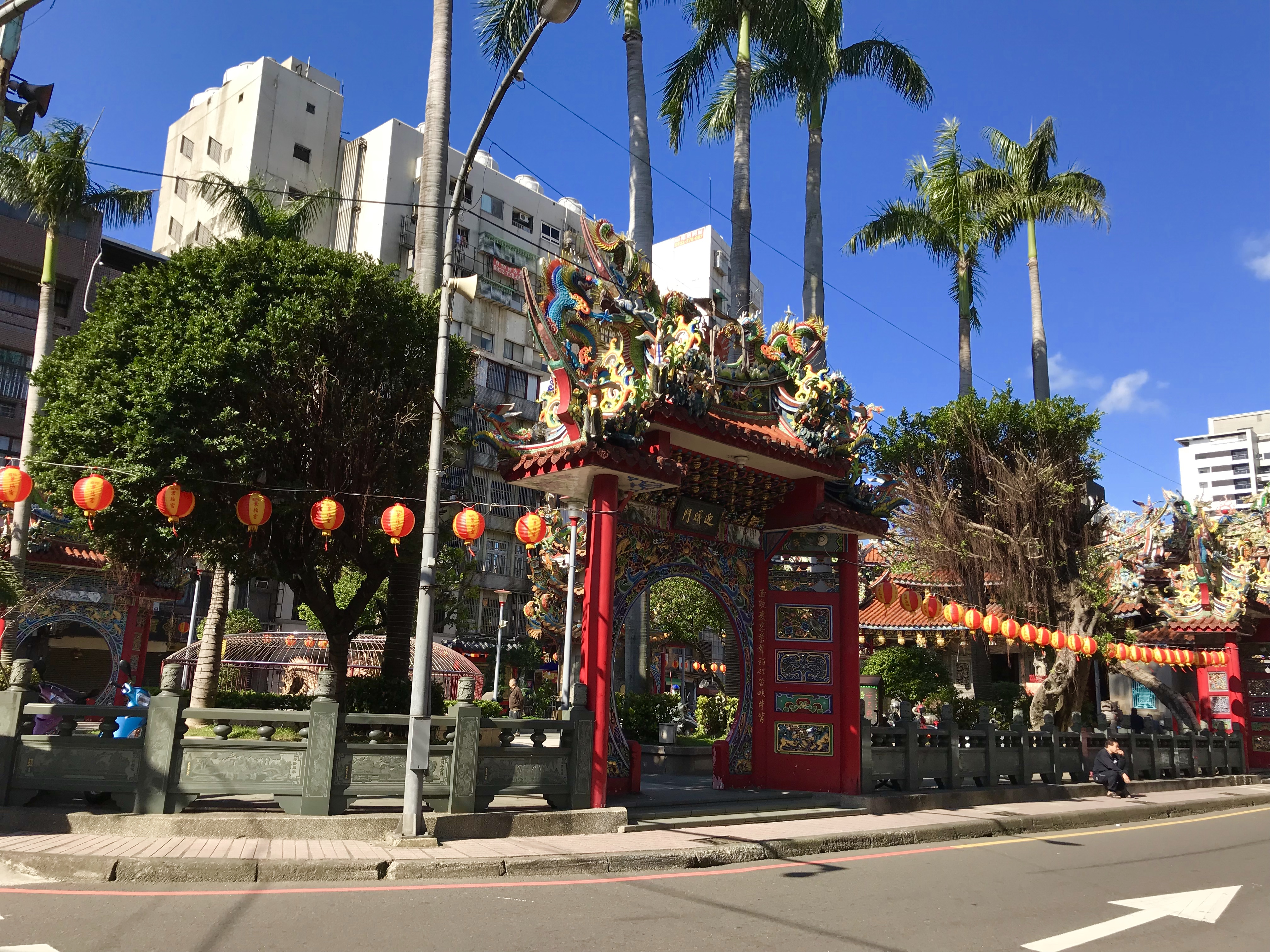
迎曦門

自1925年後，1961年廟方進行三十六年來首次的建醮，從該年12月13日到17日晚，由第六十三代天師張恩溥作淨壇、啟聖二項科儀，台灣省道教會理事長趙家焯亦在場觀禮。當時蘆竹、八德、桃園等三鄉鎮所屬卅五個村里居民嚴格禁絕葷腥、桃園鎮內的幾家公共食堂一律暫停營業，連當地的應召女郎也停止做生意。
許多友廟也來捧場。如北港朝天宮、新港奉天宮、彰化南瑤宮的天上聖母，三峽長福巖的清水祖師、板橋慈惠宮的觀音、媽祖，艋舺龍山寺的觀音、媽祖、城隍，臺北法主宮的法主公、關渡宮和中壢仁海宮的天上聖母、埔頂仁和宮的開漳聖王，八德、茄苳、霄裡的三官大帝，南崁五福宮的玄壇元帥、竹圍福海宮的輔信王公，大園仁壽宮的感天大帝、大檜溪福元宮和小檜溪鎮撫宮的保安廣澤尊王，明倫三聖宮的三聖恩主，桃園西廟的城隍、地藏王、福德正神、佛教蓮社佛祖，新莊武廟的山西夫子、二重先嗇宮的五谷王，以及埔心、新庄、埔子、崁頂等鄉鎮供奉的觀音。
當年桃園警察分局統計，建醮最高潮的17日一天當中：鐵路加班十三次，在桃園下車旅客約七萬人；公路局加班六百次，在桃園下車者約四萬二千人；桃園客運加班九百三十次，在桃園下車乘客約八萬四千人；開到桃園的小包車共有三千輛次，載顧客約二萬人；卡車二百輛次，載來約一萬人；自行車及摩托車載來約五萬人。若依各項交通工具的正常班次，在桃園下車來客約十萬人，因此總計外來的觀光客共達三十七萬六千人。另外，16日公路局加班三百二十次，桃園客運加班六百三十六次，載來觀光客約十萬人。
居民從17日凌晨開始，便普遍地宰殺神豬來開葷，桃園地區包括蘆竹鄉六個村，八德鄉四個村，平均每一．四戶便宰豬一頭，因此有經驗的屠夫身價翻漲，很多請不到屠夫的人家，只好透過親戚朋友到外地去重金禮聘。重量在七百五十台斤以下者，即在自家門前的廊下陳列；重量達到七百五十台斤以上則用特製的綵車裝載運到此廟後側，來沿中正路兩旁停放，並標明豬公的重量、七百五十台斤以上的，其飼主圴經祈安建醮局發給獎狀：計特等賞一名，一千零四十六台斤，飼主為黃榮盛，還有四等賞至十二等賞共二十餘名。

### 表演
廟方擁有民俗表演社團鈞天社，分為神將部、北管部、水燈部和繡旗部。當地的中和里里長李太平，擔任過該社社長。

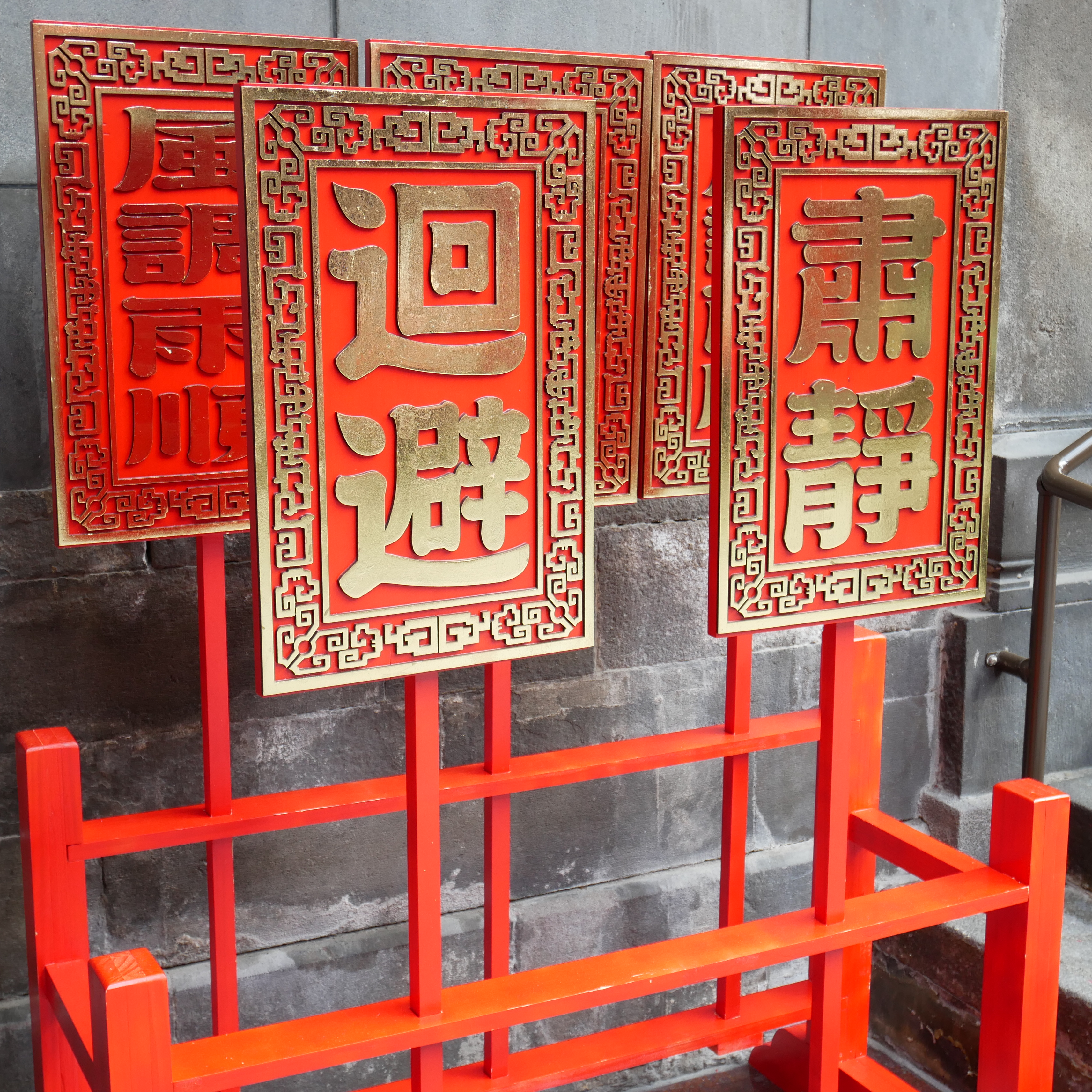
執事牌

此外，由桃園人林登波、大稻埕人簡元魁合作創設的永樂社，是由全女演員組成的平劇戲團，首次公演就是在此廟。
農曆正月初五，中路的爐主會依日治時期就有的習俗，邀此廟、桃園慈護宮、蓮華寺等桃園地區七大廟宇的神明，來中路派出所旁的集會所看戲。當日會以媽祖為主位，其他神明在旁。下午平安戲、相關祈福法會結束後，爐主就會送神明回去。

## 象徵文化
景福宮出現在1962年臺日合作電影《海灣風雲》的一個場景，拍攝男女主角石原裕次郎與王莫愁在此廟上香。
廟身也曾為桃園市（今桃園區）為慶祝人口突破卅萬的新市徽上的地方象徵。該圖案是林翠玲設計，以藍天、綠地搭配象徵虎頭山的白色三角形、代表桃園景福宮的黃色線條
。1998年7月19日桃園市公所在虎頭山公園由市民票選，以三百卅九票獲選。